# Richard Levins
Richard Levins   (Brooklyn, 1 de juny de 1930 - Cambridge, 19 de gener de 2016) va ser un ecòleg matemàtic, professor universitari al Harvard School of Public Health (Escola de Salut Pública de la Universitat Harvard), filòsof de la biologia, i activista polític.

## Biografia
Nascut a Nova York, Levins va estudiar agricultura i matemàtiques a la Universitat de Cornell. Doctorat a la Universitat de Colúmbia, va començar a ensenyar a la Universitat de Puerto Rico. Més tard es va traslladar a la Universitat de Chicago, on va treballar estretament amb Richard Lewontin. Tots dos es van traslladar més tard a la Universitat Harvard. Levins va ser triat membre de l'Acadèmia Nacional de les Ciències dels Estats Units, però va rebutjar el nomenament pel paper de l'Acadèmia en l'assessoria de l'exèrcit nord-americà.
Levins va ser catedràtic de Biologia de la població a l'Escola de Salut Pública de la Universitat Harvard. Durant les últimes dècades, Levins ha focalitzat la seva activitat acadèmica en l'aplicació de l'ecologia a l'agricultura, especialment als països en desenvolupament.
Part de la seva obra l'ha publicat sota el pseudònim de Isador Nabi. Isadore Nabi (de vegades Isidoro Nabi o Isador Nabi) era un pseudònim utilitzat per un grup de científics com Richard Lewontin, Richard Levins, Robert MacArthur i Leigh Van Valen, en la dècada de 1960. Inspirat per l'obra de Nicolas Bourbaki, que suposadament esperaven crear un enfocament unificat de la biologia evolutiva. No obstant això, el projecte va ser avortat i el nom va ser reutilitzat en la dècada de 1980 amb finalitats satíriques.

## Evolució i mitjans canviants
Abans del treball de Levins, la genètica de poblacions donava per descomptat un mitjà ecològic constant. Davant d'aquesta concepció estàtica, Levins va modelitzar una situació en la qual l'evolució té lloc en un entorn permanentment canviant. Una de les conseqüències més sorprenents del model de Levins és que, en ell, la selecció no necessita maximitzar l'adaptació.

## Filosofia de la biologia
Levins és un filòsof marxista. Juntament amb Richard Lewontin, ha escrit nombrosos articles sobre metodologia, filosofia i implicacions socials de la biologia. Molts d'ells apareixen compilats en The Dialectical Biologist.
Levins és també, juntament amb Lewontin, un gran crític de la sociobiologia.

## Publicacions
- Levins, R. "Genetic Consequences of Natural Selection," in Talbot Waterman and Harold Morowitz, eds., Theoretical and Mathematical Biology, Yale, 1965, pp. 372-387.
- Levins, R. "The Strategy of Model Building in Population Biology", American Scientist, 54:421-431, 1966
- Levins, R. Evolution in Changing Environments, Princeton University Press, 1968.
- Levins, R. "Evolution in communities near equilibrium", in M. L. Cody and J.M. Diamond (eds) Ecology and Evolution of Communities, Harvard University Press, 1975.
- Nabi, I., (pseud.) "An Evolutionary Interpretation of the English Sonnet: First Annual Piltdown Man Lecture on Man and Society," Science and Nature, no. 3, 1980, 71-73.
- Levins, R. y R.C. Lewontin, The Dialectical Biologist, Harvard University Press, 1985.
- Puccia, C.J. y Levins, R. Qualitative Modeling of Complex Systems: An Introduction to loop Analysis and Time Averaging, Harvard University Press, Cambridge, MA. 1986.
- Levins, R. y Vandermeer, J. "The agroecosystem embedded in a complex ecological community" in: Carroll R.C., Vandermeer J. and Rosset P., eds., Agroecology, Nova York: Wiley and Sons, 1990.
- Grove E.A., Kocic V.L., Ladas G. and Levins R. "Periodicity in a simple genotype selection model" in Diff Eq and Dynamical Systems 1(1):35-50, 1993.
- Levins, R. "Ten propositions on science and antiscience" in Social Text, 46/47:101–111, 1996.
- Levins, R. "Touch Red," in Judy Kaplan an Linn Shapiro, eds., Red Diapers: Growing up in the Communist Left, U. of Illinois, 1998, pp. 257-266.
- Levins, R. Dialectics and systems theory in Science and Society 62(3):373-399, 1998.
- Levins, R. "The internal and external in explanatory theories", Science as Culture, 7(4):557–582, 1998.
- Levins, R. and Lopez C. "Toward an ecosocial view of health", International Journal of Health Services 29(2):261-293, 1999.
- Levins, R., Una pierna adentro, una pierna afuera. CopIt ArXives & EditoraC3, Mexico. SC0005ES. ISBN 978-1-938128-073, 2015